# Euthycera algira
Euthycera algira är en tvåvingeart som först beskrevs av Macquart 1849.  Euthycera algira ingår i släktet Euthycera och familjen kärrflugor.
Artens utbredningsområde är Algeriet. Inga underarter finns listade i Catalogue of Life.